# Neckarwasen
Das Gebiet Neckarwasen ist ein mit Verordnung vom 23. März 1992 des Regierungspräsidiums Stuttgart ausgewiesenes Naturschutzgebiet (NSG-Nummer 1.184) im Gebiet der Stadt Wendlingen und der Gemeinde Köngen im baden-württembergischen Landkreis Esslingen in Deutschland.

## Lage und Schutzzweck
Das 13,3 Hektar (ha) große Naturschutzgebiet grenzt unmittelbar an das NSG Wernauer Baggerseen an und erweitert dieses in westlicher Richtung. Es gehört zum Naturraum 106 Filder im  Schwäbischen Keuper-Lias-Land und außerdem zum FFH-Gebiet 7321-341 Filder. 
Wesentlicher Schutzzweck ist die Erhaltung einer ökologischen Ausgleichsfläche im stark belasteten Verdichtungsraum des Neckartales. Es handelt sich um ein überregional bedeutsames Rastgebiet für Vögel. Eine wichtige Funktion ist außerdem die Luftreinigung und -erneuerung sowie Wasserrückhaltung und Grundwasseranreicherung.